# László Bilek
László Bilek (wym. [laːsloː bilɛk], ur. 1909 w Kieżmarku, zm. ok. 1950 w Bardejowie) – węgierski taternik, narciarz, prawnik, sędzia i malarz.
László Bilek był najbardziej aktywny jako taternik w latach 20. i 30. XX wieku, jego najczęstszymi partnerami wspinaczkowymi byli taternicy węgierscy – Alfréd Grósz, György Lingsch i Gabriel (Gábor) Seide. Jednym z jego największych taternickich dokonań było przejście nowej drogi na Wyżnią Przełęcz w Widłach.